# Clinton County (Pennsylvania)
Clinton County ist ein County im Bundesstaat Pennsylvania der Vereinigten Staaten. Bei der Volkszählung im Jahr 2020 hatte das County 37.450 Einwohner und eine Bevölkerungsdichte von 16 Einwohner pro Quadratkilometer. Der Verwaltungssitz (County Seat) ist Lock Haven. Benannt ist es nach dem ehemaligen Gouverneur des Bundesstaates New York und Erbauer des Eriekanals DeWitt Clinton.

## Geographie
Das County hat eine Fläche von 2326 Quadratkilometern, wovon 19 Quadratkilometer Wasserfläche sind.

## Geschichte
Das County wurde am 21. Juni 1839 gebildet und nach dem Politiker DeWitt Clinton benannt.
Zehn Bauwerke und Stätten des Countys sind im National Register of Historic Places (NRHP) eingetragen (Stand 22. Juli 2018).

## Bevölkerungsentwicklung

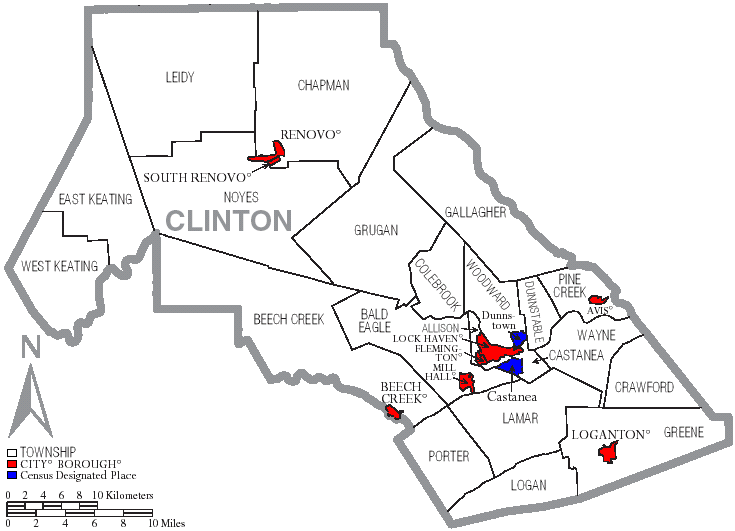
Karte des Clinton Countys

## Städte und Ortschaften
| - Allison Township - Avis - Bald Eagle Township - Beech Creek Township - Beech Creek - Castanea Township - Castanea - Chapman Township - Colebrook Township - Crawford Township - Dunnstable Township | - Dunnstown - East Keating Township - Flemington - Gallagher Township - Greene Township - Grugan Township - Lamar Township - Leidy Township - Lock Haven - Logan Township | - Loganton - Mill Hall - Noyes Township - Pine Creek Township - Porter Township - Renovo - South Renovo - Wayne Township - West Keating Township - Woodward Township |